# زن (مجموعه تلویزیونی)
زن (به ترکی استانبولی: Kadin) مجموعۀ تلویزیونی در ژانر درام ساخت ترکیه و اقتباسی از مجموعۀ تلویزیونی ژاپنی به همین نام ساخته‌شده و محصول شبکه فاکس ترکیه است.  ازگه ازپیرینچی، جانر جیندوروک و بنو ییل‌دیریملار بازیگران اصلی این مجموعه هستند. اولین قسمت آن در ۲۴ اکتبر ۲۰۱۷ از شبکه فاکس پخش شد و پس از پخش سه فصل و ۸۱ قسمت این مجموعۀ تلویزیونی در ۴ فوریه ۲۰۲۰ پایان یافت.

## خلاصۀ داستان
داستان زندگی  یک بیوه جوان به نام بهار با دو فرزندش را روایت می‌کند. مادر بهار، او را در سن ۸ سالگی ترک کرده و پدربرزگ و مادربزرگش او را بزرگ کردند که بعد بهار آنها را نیز از دست داد. مادری که علی‌رغم فقر و مبارزه با زندگی می‌تواند بچه‌هایش را بخنداند و خودش را در مقابل مشکلات سپر کند تا بتواند مراقب بچه‌هایش باشد. زن برخلاف سریال‌های امروزی ترکیه در محله‌های فقیرنشین ترکیه روایت شده‌است.

## بازیگران

### شخصیت های اصلی
| بازیگر          | نقش            |
| --------------- | -------------- |
| ازگه ازپیرینچی  | بهار چشمعلی    |
| جانر جیندوروک   | سَرپ چشمعلی     |
| فیاض دومان      | عارف           |
| بنو ییل‌دیریملار | خدیجه ساریکادی |
| شریف ارول       | انوَر ساریکادی  |
| سرای کایا       | شیرین ساریکادی |

### شخصیت های کمکی
| بازیگر           | نقش             |
| ---------------- | --------------- |
| گوکچه ایوب اوغلو | جیدا            |
| یاشار اوزر       | یوسف            |
| کبرا سوزگون      | نیسان چشمعلی    |
| علی سمی سفیل     | دوروک چشمعلی    |
| حمیرا آقبای      | فضیلت حاجی‌اوغلو |
| سینان حلواجی     | رائف حاجی‌اوغلو  |
| اجه اوزدیکجی     | دکتر ژاله       |
| آیچا ارتوران     | ییلیز           |
| هاکان کورتاش     | جِم              |

## فصل‌ها و قسمت‌ها
| فصل   | تعداد اپیزود | شروع ساخت | پایان ساخت |
| ----- | ------------ | --------- | ---------- |
| فصل ۱ | ۳۲           | ۲۰۱۷      | ۲۰۱۸       |
| فصل ۲ | ۳۲           | ۲۰۱۸      | ۲۰۱۹       |
| فصل ۳ | ۱۷           | ۲۰۱۹      | ۲۰۲۰       |
| مجموع | ۸۱           | ۲۰۱۷      | ۲۰۲۰       |

## جوایز سریال زن
| سال  | جایزه                                    | دسته‌بندی             | نامزد شده                     | نتیجه    |
| ---- | ---------------------------------------- | -------------------- | ----------------------------- | -------- |
| ۲۰۱۸ | جوایز درام توکیو                         | بهترین سریال         | سریال زن                      | برنده    |
| ۲۰۱۸ | جشنواره مجله سینمایی Quality of Magazine | بهترین بازیگر زن     | ازگه ازپیرینچی                | برنده    |
| ۲۰۱۸ | جوایز پروانه طلایی                       | بهترین بازیگر زن     | ازگه ازپیرینچی                | برنده    |
| ۲۰۱۸ | جوایز پروانه طلایی                       | بهترین بازیگران کودک | Kübra Süzgün ali و Semi Sefil | برنده    |
| ۲۰۱۸ | جوایز پروانه طلایی                       | بهترین سریال         | سریال زن                      | نامزدشده |
| ۲۰۱۸ | جوایز پروانه طلایی                       | بهترین آهنگساز       | Cem Tuncer                    | نامزدشده |
| ۲۰۱۸ | جوایز پروانه طلایی                       | بهترین فیلمنامه      | Hande Altaylı                 | نامزدشده |
| ۲۰۱۸ | جوایز پروانه طلایی                       | بهترین کارگردانی     | Nadim Güç                     | نامزدشده |